# Mycosphaerella melanoplaca
Mycosphaerella melanoplaca är en svampart som först beskrevs av Jean Baptiste Desmazières, och fick sitt nu gällande namn av Petrak 1925. Mycosphaerella melanoplaca ingår i släktet Mycosphaerella och familjen Mycosphaerellaceae.   Inga underarter finns listade i Catalogue of Life.